# Wadungasri
Wadungasri is een bestuurslaag in het regentschap Sidoarjo van de provincie Oost-Java, Indonesië. Wadungasri telt 12.820 inwoners (volkstelling 2010).